# Balikpapan
Balikpapan es una ciudad portuaria sobre la costa este de la isla de Borneo, en la provincia de Borneo Oriental, Indonesia. Balikpapan posee dos puertos principales Semayang y Kariangau, este último es el puerto de ferry; estos puertos junto con el aeropuerto Sultan Aji Muhamad Sulaiman son los principales puntos de conexión de la ciudad con el resto del país. La ciudad tiene una población de 701.066 habitantes siendo la segunda ciudad más grande de Borneo Oriental, luego de Samarinda.

## Historia
Antes del boom del petróleo a comienzos del siglo XX, Balikpapan era una villa pesquera aislada. El topónimo Balikpapan (balik = "debajo" y papan = "trozo de madera") proviene de un relato folclórico en el cual un rey local lanzó a su pequeña hija recién nacida al mar para protegerla de sus enemigos. La bebé estaba atada debajo de unas maderas que fueron descubiertas por un pescador.

### Desarrollo petrolero
En 1897 una pequeña empresa comenzó a extraer petróleo. La construcción de caminos, muelles, depósitos, oficinas, galpones y casas dio comienzo en gran escala de la mano de la llegada de una empresa petrolera holandesa a la región.

### Segunda Guerra Mundial
El 24 de enero de 1942 un convoy invasor japonés llegó a Balikpapan, el convoy fue atacado por cuatro destructores pertenecientes a la Marina de Estados Unidos que hundieron tres buques de transporte japoneses. Sin embargo el ejército japonés consiguió desembarcar y luego de un intenso pero breve combate los japoneses derrotaron a la guarnición holandesa. Los defensores habían destruido parte de la refinería de petróleo y otras instalaciones. Los japoneses masacraron a muchos de los europeos que capturaron. Se sucedieron varias campañas militares hasta que en la batalla de Balikpapan de 1945, finalizó la campaña de Borneo cuando las tropas aliadas se hicieron con el control de la isla de Borneo. Los grandes daños infligidos durante la guerra paralizaron casi por completo la producción de petróleo en la zona, y no fue sino hasta 1950 que la actividad recomenzó luego que Royal Dutch Shell realizara cuantiosas inversiones para reparar los daños producidos durante la guerra.

### Ataque aéreo por parte de la CIA
En 1958 la CIA atacó Balikpapan y detuvo la exportación de petróleo. Estados Unidos realizó una misión encubierta de la CIA para sabotear al gobierno del presidente Sukarno, para ello los norteamericanos contaron con apoyo de rebeldes de la derecha de Indonesia. La CIA, Taiwán y las Filipinas habían provisto a los rebeldes del grupo Permesta en Sulawesi del Norte con cierta capacidad aérea insurgente, el Angkatan Udara Revolusioner (AUREV). El 19 de abril de 1958 el piloto de la CIA William H Beale, Jr a los mandos de un bombardero B-26 Invader pintado de negro y sin marcas exteriores, lanzó cuatro bombas de 230 kg sobre Balikpapan. La primera dañó la pista de aterrizaje del aeropuerto, la segunda le prendió fuego y hundió el buque tanque petrolero británico San Flaviano y la tercera golpeó contra el buque tanque inglés Daronia sin explotar. La cuarta bomba de Beale le prendió fuego y hundió la corbeta clase Bathurst KRI Hang Tuah de la marina de Indonesia, matando 18 tripulantes e hiriendo a otros 28. Antes de atacar a la Hang Tuah, Beale ametralló a las tuberías de petróleo en los muelles de Shell.
La CIA tenía orden de atacar buques mercantes extranjeros desarmados para desalentar el comercio extranjero con Indonesia y debilitar su economía, con la intención de debilitar al gobierno de Sukarno. El día anterior al ataque de Balikpapan, Beale había dañado un complejo petrolero de Shell en Ambon, Maluku. El bombardeo de Balikpapan logró persuadir a Shell de suspender sus servicios de transporte de petróleo desde Balikpapan y evacuar a las esposas y familias que vivían en tierra firme hacia Singapur. Sin embargo, el 18 de mayo las fuerzas navales y aéreas indonesias de la isla de Ambon derribaron un AUREV B-26 y capturaron a su piloto que era Allen Pope de la CIA. Inmediatamente Estados Unidos retiró el apoyo que le brindaba a Permesta, con lo cual la magnitud de la rebelión se redujo rápidamente.

### Actualidad
Shell continuó operando en la región hasta que la empresa Pertamina propiedad del estado de Indonesia se hizo cargo de las actividades petroleras en 1965. Sin embargo sin tecnología, sin mano de obra calificada, y sin capital para explorar los campos petroleros, Pertamina no tuvo otra salida que firmar contratos de concesiones petroleras con empresas multinacionales durante la década de 1970.
Con la única refinería de petróleo de la región, Balikpapan surgió como un centro revitalizado de producción de petróleo. Pertamina abrió su sede en Borneo Oriental en la ciudad, seguida de sucursales establecidas por otras compañías petroleras internacionales. Cientos de trabajadores de Indonesia, junto con expatriados calificados que se desempeñaban como gerentes e ingenieros, acudieron en masa a la ciudad.

## Geografía
La topografía de Balikpapan es generalmente montañosa (85%), con sólo pequeñas áreas de tierra plana (15%), principalmente a lo largo de la costa y rodeando las zonas montañosas. Las colinas son menos de 100 metros (330 pies) más altas que los valles adyacentes. La altitud de Balikpapan varía de 0 a 80 metros (260 pies) sobre el nivel del mar. La ciudad propiamente dicha está ubicada en el lado este de la Bahía de Balikpapan.
La mayor parte del suelo en Balikpapan contiene suelo podsólico de color amarillo rojizo y arena aluvial y de cuarzo, lo que lo hace extremadamente propenso a la erosión.

### Clima
Balikpapan tiene un clima ecuatorial lluvioso (según la clasificación climática de Köppen Af) ya que no existe una verdadera estación seca en Balikpapan. La ciudad recibe un promedio de 2.400 milímetros (94 pulgadas) de lluvia por año. Balikpapan generalmente muestra poca variación en el clima a lo largo del año. La ciudad no tiene períodos del año significativamente más húmedos ni más secos y las temperaturas promedio son casi idénticas a lo largo del año, con un promedio de 26 a 27 grados Celsius (79 a 81 grados Fahrenheit) durante todo el año.
| Parámetros climáticos promedio de Balikpapan (1991-2020) | Parámetros climáticos promedio de Balikpapan (1991-2020) | Parámetros climáticos promedio de Balikpapan (1991-2020) | Parámetros climáticos promedio de Balikpapan (1991-2020) | Parámetros climáticos promedio de Balikpapan (1991-2020) | Parámetros climáticos promedio de Balikpapan (1991-2020) | Parámetros climáticos promedio de Balikpapan (1991-2020) | Parámetros climáticos promedio de Balikpapan (1991-2020) | Parámetros climáticos promedio de Balikpapan (1991-2020) | Parámetros climáticos promedio de Balikpapan (1991-2020) | Parámetros climáticos promedio de Balikpapan (1991-2020) | Parámetros climáticos promedio de Balikpapan (1991-2020) | Parámetros climáticos promedio de Balikpapan (1991-2020) | Parámetros climáticos promedio de Balikpapan (1991-2020) |
| Mes                                                      | Ene.                                                     | Feb.                                                     | Mar.                                                     | Abr.                                                     | May.                                                     | Jun.                                                     | Jul.                                                     | Ago.                                                     | Sep.                                                     | Oct.                                                     | Nov.                                                     | Dic.                                                     | Anual                                                    |
| -------------------------------------------------------- | -------------------------------------------------------- | -------------------------------------------------------- | -------------------------------------------------------- | -------------------------------------------------------- | -------------------------------------------------------- | -------------------------------------------------------- | -------------------------------------------------------- | -------------------------------------------------------- | -------------------------------------------------------- | -------------------------------------------------------- | -------------------------------------------------------- | -------------------------------------------------------- | -------------------------------------------------------- |
| Temp. máx. media (°C)                                    | 31.3                                                     | 31.4                                                     | 31.5                                                     | 31.3                                                     | 31.1                                                     | 30.4                                                     | 30.2                                                     | 30.4                                                     | 30.9                                                     | 31.2                                                     | 31.4                                                     | 31.3                                                     | 31.0                                                     |
| Temp. media (°C)                                         | 27.6                                                     | 27.7                                                     | 27.9                                                     | 27.9                                                     | 27.9                                                     | 27.5                                                     | 27.3                                                     | 27.5                                                     | 27.8                                                     | 28.0                                                     | 27.9                                                     | 27.8                                                     | 27.7                                                     |
| Temp. mín. media (°C)                                    | 23.9                                                     | 24.0                                                     | 24.2                                                     | 24.4                                                     | 24.7                                                     | 24.5                                                     | 24.3                                                     | 24.5                                                     | 24.7                                                     | 24.7                                                     | 24.4                                                     | 24.2                                                     | 24.4                                                     |
| Fuente: Cuaca Balikpapan                                 |                                                          |                                                          |                                                          |                                                          |                                                          |                                                          |                                                          |                                                          |                                                          |                                                          |                                                          |                                                          |                                                          |

## Deportes
El principal equipo de fútbol de la ciudad es el Persiba Balikpapan (en), que juega de local en el Parikesit Stadium (en).